# Turmhügel Alter Schlossberg (Kathragrub)
Der Turmhügel Alter Schlossberg, auch als Turmhügel von Kathragrub bezeichnet, ist eine abgegangene mittelalterliche Turmhügelburg (Motte) zwischen Rotschreuth und Kathragrub bei Kronach im Landkreis Kronach in Bayern.
Von der ehemaligen Burganlage mit einem den Kernhügel umgebenden Ringgraben ist noch der Turmhügel erhalten.